# Piotr Niewieczerzał
Piotr Niewieczerzał (ur. 1971) – polski działacz ewangelicki, prezes Konsystorza Kościoła Ewangelicko-Reformowanego w RP w latach 2021–2025. 

## Życiorys
Jest wnukiem ks. Jarosława Niewieczerzała oraz synem byłej prezes Konsystorza Kościoła Ewangelicko-Reformowanego w RP – Doroty Niewieczerzał. Ukończył studia na Wydziale Mechatroniki Politechniki Warszawskiej i z wykształcenia jest inżynierem automatykiem. Od początku lat 90. XX wieku zaangażowany jest także w życie Kościół Ewangelicko-Reformowany w RP. Był między innymi z ramienia Kościoła członkiem Komisji Młodzieży Polskiej Rady Ekumenicznej. W 1995 został po raz pierwszy wybrany delegatem na Synod Kościoła z Parafii Ewangelicko-Reformowanej w Warszawie. W latach 2000–2012 był członkiem Kolegium Kościelnego parafii warszawskiej, a w latach 2012–2021 pełnił funkcję prezesa Kolegium Kościelnego. W kadencji 2021–2025 pełnił funkcję prezesa Konsystorza Kościoła Ewangelicko-Reformowanego w RP. 
Jest również prezesem Zarządu Betanii.